# Capasa ignivorata
Capasa ignivorata là một loài bướm đêm trong họ Geometridae.